# Amused to Death
Albums de Roger Waters
The Wall Live in Berlin
(1990) In the Flesh: Live
(2000)
Amused to Death est le troisième album solo studio de Roger Waters, sorti en 1992.
Roger Waters continue à s'exprimer sur la désillusion de la société occidentale et particulièrement sur l'influence de la télévision et des médias de masse. Le titre de l'album est inspiré du livre Amusing Ourselves to Death de Neil Postman, qui traite de ce même thème.
L'album se présente comme un concept centré sur l'idée d'un singe installé devant une télévision et zappant au hasard. Il explore de nombreux thèmes politiques et sociaux et critique de manière acerbe la religion dans What God Wants, la guerre du Golfe avec The Bravery of Being Out of Range, le personnage de Tchang Kaï-chek, la mondialisation ou encore la répression des manifestations de la place Tiananmen avec Watching TV. La chanson Perfect Sense renferme un moment assez intéressant, car on entend la voix de l'ordinateur HAL du film 2001, l'Odyssée de l'espace et, plus loin dans la même chanson, un commentateur télé nous décrit une scène de la guerre du Golfe à la manière d'un match de football...
L'album s'ouvre et se termine sur le témoignage d'un vétéran de la Première Guerre mondiale, Alfred « Alf » Razzell, qui raconte comment il dut abandonner un camarade mourant, William « Bill » Hubbard (à qui l'album est dédié), au beau milieu du no-man's land qui séparait les tranchées des deux camps, et comment, 70 ans plus tard, la vision du nom de Bill Hubbard sur un monument aux morts le libéra en partie de ce pénible souvenir. Le 24 juillet 2015 sortait une version remixée et retouchée par Waters de l'album, disponible en CD, blu-ray, SACD et double vinyle. Le tout mixé en 5.1 en son haute résolution par Waters et le coproducteur James Guthrie, avec des retouches ici et là, par exemple une mélodie supplémentaire sur la pièce The Bravery of Being out of Range, qui remplace un solo de Jeff Beck. La photo de la pochette n'est plus la même, le singe a été remplacé par un enfant assis sur un tabouret qui regarde un téléviseur lequel projette un œil géant qui le regarde à son tour.

## Liste des chansons
Modèle:Chansons
Toutes les chansons sont écrites et composées par Roger Waters.

## Musiciens
- Roger Waters - chant (toutes les chansons sauf 1), basse (2 (sur l'intro) et 13), synthétiseurs (EMU sur 2 et 4), guitare acoustique (11 et 14), guitare 12 cordes (5)
- Patrick Leonard - claviers (sauf 6 et 7), programmation de percussions (1), arrangement de chœur (2, 9-11 et 13), voix (4), piano acoustique (11 et 13), orgue Hammond (5), synthétiseurs (5 et 13)
- Jeff Beck - guitare (1, 2, 5 (réédition 2015 uniquement), 10-14)
- Randy Jackson – basse (2 et 9)
- Graham Broad - batterie (toutes sauf 1, 5, 11 et 13), percussions (6 et 7)
- Luis Conte - percussions (sauf 2, 5, 9, 11, 13 et 14)
- Geoff Whitehorn – guitare (2, 8, 10 et 14)
- Andy Fairweather Low - guitares (2, 6–9, 11 et 12) dont guitare 12 cordes (8 et 12), guitare acoustique (2 et 11) et guitare électrique (2), chœurs (6 et 7)
- Tim Pierce – guitare (2, 5, 9 et 12)
- BJ Cole - guitare pedal steel (3 et 4)
- Rick Di Fonzo - guitare (3 et 4)
- Steve Lukather - guitare (3, 4 et 8)
- David Paich - Orgue Hammond (5, réédition 2015 uniquement)
- Bruce Gaitsch – guitare acoustique (3 et 4)
- Jimmy Johnson - basse (sauf 1, 2, 5, 9 et 11)
- Brian MacLeod - caisse claire (3 et 4), charleston (3 et 4)
- John Pierce - basse (5)
- Denny Fongheiser - batterie (5)
- Steve Sidwell - cornet (6 et 7)
- John Patitucci - basse (11)
- Guo Yi & the Peking Brothers – dulcimer, luth, zhen, hautbois, basse (11)
- John Dupree - arrangeur de cordes et chef d'orchestre (3 et 4)
- John "Rabbit" Bundrick - Orgue Hammond (12)
- Michael Kamen - arrangeur d'orchestre et chef d'orchestre (7 et 8)
- Jeff Porcaro - batterie (13)
- Marv Albert - commentaires (4)
- Alf Razzell - discours (1 et 14)
- London Welsh Chorale – chœur (2, 9-11 et 13)
- Katie Kissoon - chœurs (2, 8, 9, 12 et 14)
- Doreen Chanter - chœurs (2, 8, 9, 12 et 14)
- N'Dea Davenport - chœurs (2)
- Natalie Jackson - chœurs (2 et 5)
- P. P. Arnold – chant (3 et 4)
- Lynn Fiddmont-Linsey - chœurs (5)
- Jessica Leonard - chœurs (8)
- Jordan Leonard - chœurs (8)
- Cris d'enfants - chœurs (8)
- Charles Fleischer - discours (9)
- Don Henley - chant (11)
- Jon Joyce - chœurs (13)
- Stan Farber - chœurs (13) (crédité comme Stan Laurel)
- Jim Haas - chœurs (13)
- Rita Coolidge - chant (14)